# Antônio de Oliveira Lêdo
Antônio de Oliveira Lêdo (Aprox. 1621 ou 1688) foi Capitão-Mor das Fronteiras dos Piranhas, Cariris e Piancós.

## História

### Antecedentes
Supõe-se ter Antônio sido neto de Bartholomeu Lêdo e Anna Lins, a mameluca, filha de Roderich Linss, filho de um filho do casal, que afirmam se chamar Custódio Lêdo. Antônio nasceu aproximadamente em 1621, ou pelo menos entre as décadas de 1610 e início da década de 1620. Alguns afirmam que era português, porém, afirmam que nasceu na Capitania da Baía de Todos os Santos, na margem do Rio São Francisco, onde se localiza o município de Neópolis, Estado de Sergipe.

### Títulos e concessões
Foi o primeiro colonizador dos Oliveira Lêdos no interior da Paraíba. Primeiro Capitão-mor da Infantaria de Ordenanças a Pé do Sertão da Paraíba, também foi responsável pela introdução das grandes criações de gado e da fundação do povoado que deu origem à Boqueirão. Combateu na Guerra dos Bárbaros e, sendo herói de várias batalhas, adquiriu o título de Capitão-mor das Fronteiras dos Espiranhas, Pinhancós e Cariris o qual não pode usufruir, pois a carta patente chegou já após o seu falecimento ficando cargo e o título honorífico para seu sobrinho Constantino de Oliveira Lêdo, irmão de Teodósio de Oliveira Lêdo.

### Capitão-mor das Fronteiras dos Espiranhas, Cariris e Pinhancós
Antônio foi um dos detentores do título mais importante dos colonizadores do interior da Paraíba, de tal forma que o cargo passou a incorporar sufixos honoríficos, tornando-de quase um título nobiliárquico. Sendo este o primeiro possuidor. E sucedido por seus sobrinhos:
- 1º:Capitão-mor das Fronteiras dos Espiranhas, Cariris e Pinhancós, Antônio de Oliveira Lêdo;
- 2º:Capitão-mor das Fronteiras dos Espiranhas, Cariris e Pinhancós, Constantino de Oliveira Lêdo;
- 3º:Capitão-mor das Fronteiras dos Espiranhas, Cariris e Pinhancós, Teodósio de Oliveira Lêdo;
- 4º:Capitão-mor das Fronteiras dos Espiranhas, Cariris e Pinhancós, Francisco de Oliveira Lêdo.